# DRAMAtical Murder

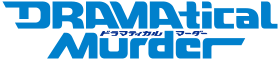

《DRAMAtical Murder》(드라마티컬 머더)은 2012년 3월 23일에 Nitro+CHiRAL에서 발매된 보이즈 러브 게임이다.

## 스토리
지금보다 더 앞선 미래. 일본 열도의 남서에 위치하는 '미도리 섬'. 과거의 그 곳은 자연과 사람이 공존하는 풍요로운 섬이었다. 그러나 일본 유수의 재벌 중 하나인 '토우에 재벌'에 의해 섬이 팔려, 섬의 약 3분의 1이 고급 회원제 오락 시설 '플래티넘 제일'로 모습을 바꾸었다.
최첨단 시설을 갖춘 '플래티넘 제일'이 주목을 끄는 한편, 적극적인 개발의 희생양이 된 섬 사람들은 '구 주민 구역'에 내몰리고, 결코 풍부하다고는 말할 수 없는 그 곳에서 생활을 강요당하고 있었다.
주인공 '아오바'는 구 주민 구역에 있는 정크샵 '평범(헤이본)'에서 아르바이트로 하루하루를 보내면서 할머니 타에와 둘이서 살고 있었다.
구 주민 구역의 젊은이들 사이에서는 어떤 게임이 유행하고 있었다. 짝을 지어 팀을 만들고 육탄전을 통해 영역 다툼을 벌이는 '리브스 티즈'와 가상 세계를 무대로 한 전뇌 온라인 게임 '라임'에 열광하는 '라이머.'
하지만 아오바는 그 어느 쪽에도 관심을 보이지 않고 그냥 할머니와 한가로이 지낼 수 있다면 그걸로 좋다고 생각했다.
그러나 그런 아오바가 알 수 없는 곳에서 평온한 나날을 뒤흔드는 이변은 확실하게 일어나기 시작했다.

## 게임 시스템
공통 루트로 선택사항(2택)을 올바르게 선택함으로써 효율적으로 각 캐릭터의 루트로 분기할 수 있다.